# Single-Bilingual
Singles de Pet Shop Boys
Se a vida é (That's the Way Life Is)
(1996) A Red Letter Day
(1997)
Single-Bilingual est une chanson du duo britannique Pet Shop Boys extraite de leur sixième album studio, Bilingual, paru le 2 septembre 1996.
Le 11 novembre 1996, dix semaines après la sortie de l'album, la chanson a été publiée en single. C'était le troisième single tiré de cet album.
Le single a atteint la 14e place au Royaume-Uni.